# Клус

Пересування клусом

Клус (ч. klus, п. kłus від прасл. *klusati, *kljusati, *kъlsati) або рись (варіант ранішого ристь), заст. ристь (від д.-рус. ристати — «бігати, швидко ходити») — це спосіб пересування чотириногих тварин, при якому ліва задня нога піднімається, висить в повітрі та ступає майже одночасно з правою передньою, і, навпаки, права задня — з лівою передньою. Переміщення задніх та передніх ніг відбувається по діагоналі. Швидкий алюр, середній між чвалом та ступою.
Піаффе (від фр. piaffer) — одна з основних вправ «вищої школи» верхової їзди, вкрай укорочена, зібрана, висока і ритмічна рись на місці. Кожна діагональна пара ніг поперемінно піднімається і стає в постійному ритмі.